# Scutum supralabiale

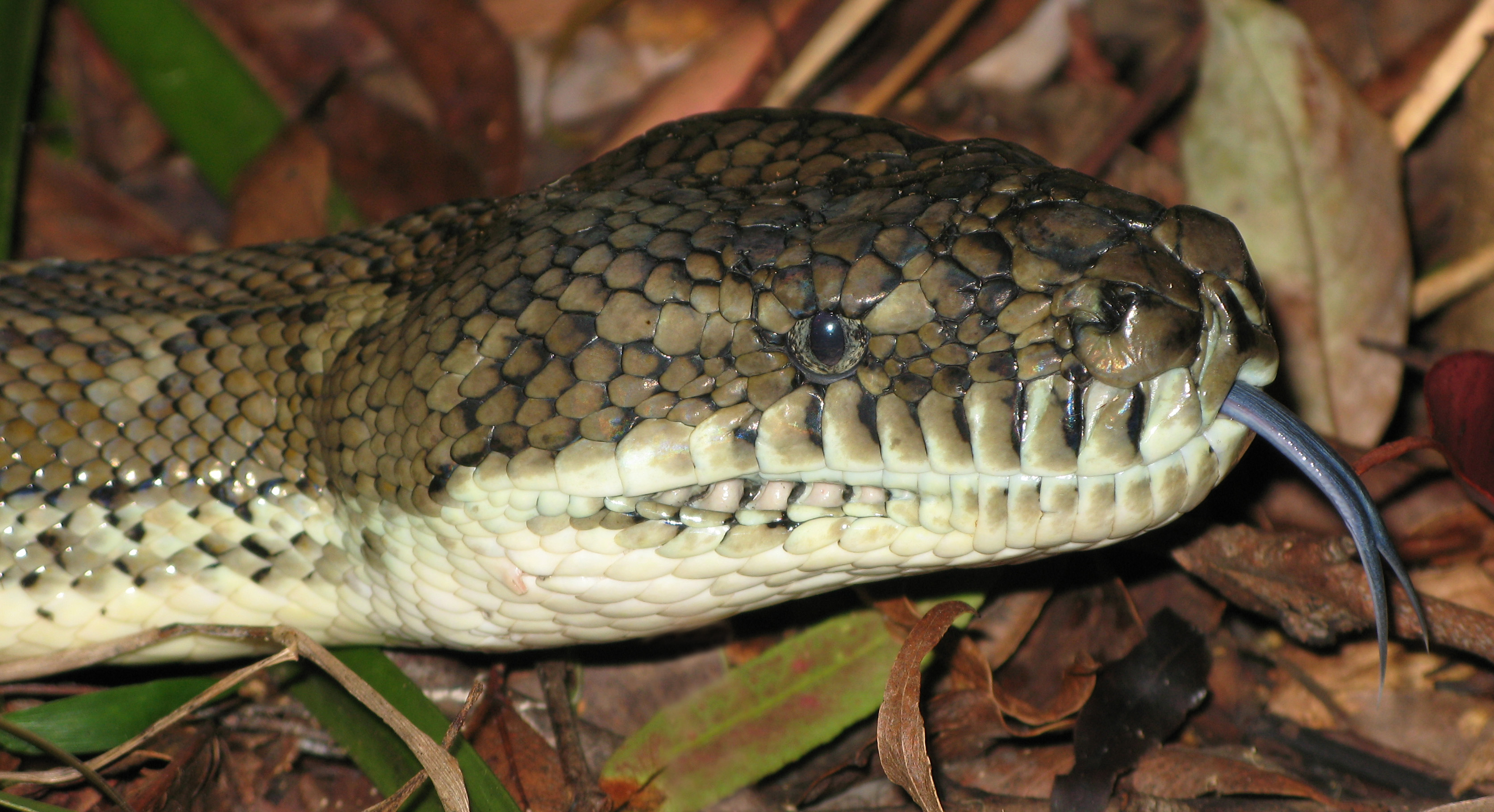
Maul eines Rautenpython

Die Supralabialen (Supralabialia, Singular Supralabiale, eigentlich Scutum supralabiale; v. lat. supra „über“ und labium „Lippe“) häufig auch als Oberlippenschilde oder -schuppen bezeichnet, sind bei Schuppenkriechtieren die Kopfschuppen, die entlang der Oberkieferkante der Mundöffnung verlaufen. Das Rostrale, das den vorderen Abschluss der beiden Supralabialreihen bildet, wird nicht hierzu gezählt. Am Unterkiefer stehen diesen Schuppen die Sublabialen gegenüber.
Wie bei allen anderen Kopfschilden ist die Anzahl, Form, Größe und Ausbildung der Supralabialen ein wichtiges Bestimmungsmerkmal innerhalb der Schlangensystematik.